# Szokolluzade Lala Mehmed
Szokolluzade Lala Mehmed (Sokolluzade Lala Mehmed) (egyszerűbben: Lala Mehmed) (? – 1606. június 21.) pasa, a tizenöt éves háború (az ún. hosszú háború) időszakában (1591/1593 – 1606), az Oszmán Birodalom legjelentősebb nagyvezíreinek egyike volt; Kodzsa Szinán (Koca Sinan) (1520 – 1596) pasa, és Damat Ibrahim (? – 1601) pasa mellett.

## Életpályája
Lala Mehmed születési helye ismert (Jajca, Bosznia), azonban születési időpontja ismeretlen.
Az Isztambulba került, Szokolluzade Mehmed egy oszmán herceget tanított, ezért kapta a „Lala” becenevet, ami „nevelőt” jelent.
Katonai pályafutása során, 1591-ben, a janicsárok parancsnoka (aga) lett. Ebben az évben kezdődtek meg az 1606-ig tartó harcok, a Habsburg Birodalom és az Oszmán Birodalom között, amelyből a később tizenöt éves háborúnak nevezett konfliktus kialakult. 1594-ben, Kodzsa Szinán nagyvezír parancsnoksága alatt, részt vett Tata és Győr elfoglalásában. 1595-ben Ferhát (? – 1595) pasa, a nagyvezír, szerdárnak (fővezérnek) nevezte ki, a feladata Budának a védelme volt. Még ebben az évben (1595), Esztergom védelmében harcolt, a törökök azonban kénytelenek voltak feladni a várost a Mátyás (1557 – 1619) osztrák főherceg (a későbbi II. Mátyás magyar király) vezérelte, császári-királyi seregnek; a harcok után Lala Mehmed Budára vonult vissza.
Még 1594-ben Anatólia kormányzója, azaz, beglerbégje lett, amely tisztséget 1598-ig töltötte be (már másodszor, korábban 1590-től 1592-ig volt anatóliai beglerbég).
Részt vett, III. Mehmed (1566 – 1603) oszmán szultán fővezérsége alatt, az 1596-os esztendő harcaiban; Eger elfoglalásában, és a háború kimenetele szempontjából döntő jelentőségű, mezőkeresztesi csatában, amely az oszmán-törökök (és a velük harcoló  krími tatárok) győzelmével ért véget, a Miksa (1558 – 1618) osztrák főherceg vezérelte, császári-királyi csapatok és szövetségeseik ellen.
Az 1598-as esztendőben is Magyarországon harcolt. Szaturdzsi Mehmed (Satirci Mehmed) (? – 1599) pasa, szerdár rangban, vezérelte a török sereget, elfoglalták Csanádot, Aradot, Nagylakot és Solymost, azonban a kulcsfontosságú Várad ellenállt. A Király György (1527 – 1598; az ostrom alatt szerzett sebeibe belehalt), Nyáry Pál (1550 körül – 1607) és Melchior Reichsfreiherr von Redern (1555 – 1600) parancsnokolta védők, megvédték Váradot.
Várad sikertelen ostromában való részvétel, Lala Mehmed karrierjére nem hatott ki. Még 1598-ban, távozva az anatóliai beglerbégségből, Rumélia kormányzója, azaz, a beglerbégje lett, 1603. novemberig.
1599. novembertől, 1600. szeptemberig, majd másodszor, 1601. októbere és 1602. júliusa között, budai beglerbég volt, a ruméliai beglerbégséget megtartva.
1600. őszén, Damat Ibrahim pasa – a nagyvezír – oldalán, részt vett Kanizsa elfoglalásában.
1602. augusztusban, a nagyvezír, Jemiscsi Hasszán (Yemişçi Hasan) (? – 1603) pasa vezérlete alatt, részese volt Fehérvár elfoglalásának (); majd közreműködött, Buda védelmében, az 1602. őszi ostrom során.
Buda újabb, 1603. évi ostromakor, Lala Mehmed, mint szerdár vezette a felmentő sereget, a feladata Buda mindenáron való megvédésének és az ellátásának a biztosítása volt, amit meg is oldott.
Pályafutása csúcspontjára 1604. július 26-án ért, amikor I. Ahmed (1590 – 1617) szultán nagyvezírré nevezte ki, amely tisztséget a haláláig betöltötte.
A nagyvezíri kinevezését követően is, sikeresen harcolt II. (I.) Rudolfnak (1552 – 1612), a Szent Római Birodalom császárának és magyar királynak a csapatai ellen:
1604. szeptemberben Vác és Hatvan megadta magát Lala Mehmed seregének, sőt, még ebben a hónapban, Pest városa is (amelyet 1602. októberben szereztek meg a császári-királyi csapatok). Azonban, 1604. szeptember 19. – október 13. között, Lala Mehmed eredménytelenül ostromolta Esztergomot, de a tervét nem adta fel; 1605-ben újra támadott, ennek a hadjáratnak, az alábbi előzményei voltak:
Még 1604. márciusban, a Rudolf császár-király kormányzásával elégedetlenné vált, és ezért az ellene forduló közép-birtokos, Bocskai István (1557 – 1606), azt kérte a Portától, járuljon hozzá ahhoz, hogy ő legyen Erdély fejedelme. Április 1-én, erre a megkeresésre, Lala Mehmed adott kedvező választ: A törökök el tudják őt fogadni erdélyi fejedelemnek, és fegyveresen is támogatnák. Az 1604. október 14-ről 15-ére virradó éjjel, Álmosd és Diószeg között megvívott csatában, a Bocskai által felfogadott hajdúk, Lippai Balázs (? – 1605) és Némethy (Németi) Balázs (? – 1604) kapitányok vezérletével, legyőzték Giovan Giacomo Barbiano di Belgioioso grófnak (1565 – 1618), felső-magyarországi (kassai) főkapitánynak, a Johann Baptist von Pezzen („Petz”) (1567 – 1616) ezredes vezette, Bocskai ellen támadó hadtestét; kitört a Bocskai-felkelés.
1605-ben, miközben Bocskai serege Érsekújvárt ostromolta, Lala Mehmed, augusztus 28-án, megkezdte Esztergom ostromát. A várkapitány, Wilhelm von Öttingen (? – 1605), a harcokban elesett. Október 3-án, Henri Duval de Dampierre (1580 – 1620) gróf, az életben maradt védők vezére, átadta Esztergomot a törököknek. Lala Mehmed, ezért a sikerért, megkapta az „Esztergom meghódítója” címet; a város 1683-ig a törökök birtokában maradt.
Ez után, seregének egy részét, Bocskai fővezérének, az Érsekújvárt ostromló, Homonnai Drugeth Bálintnak (1577 – 1609) segítségére küldte. A kilátástalan helyzetbe került védők elérték azt, hogy nem a törököknek, hanem Bocskai fővezérének adták át a várost (október 17.). A törökök, 1605-ben, Visegrádot, Veszprémet, és Palotát is megszerezték.
Lala Mehmed személyesen is találkozott – az 1605. február 21-én az erdélyi országgyűlés által Erdély, majd április 20-án, a felkelt rendek által Magyarország fejedelmévé választott – Bocskaival. 1605. november 11-én, Pesten fogadta Bocskait. I. Ahmed szultán nevében, Magyarország királyának címezte a fejedelmet, királyi koronát is nyújtott át neki (Bocskai István koronája), amit Bocskai ajándékul – és nem felségjelvényként – fogadott el (a koronát, a követei útján, 1605. márciusban, maga Bocskai szorgalmazta).
I. Ahmed szultán, 1606-ban, Isztambulba rendelte Lala Mehmedet, hogy az 1602-ben, a perzsákkal kirobbant háborúban ő legyen az oszmán hadvezér, de mielőtt elhagyhatta volna Isztambult, 1606. június 21-én, agyvérzésben meghalt; így nem érte meg a tizenöt éves háborút lezáró, zsitvatoroki békének a megkötését (1606. november 11.).

## Szépirodalom
Lala Mehmed pasa alakja feltűnik Szántó György (1893-1961) írónak, a "Hajdútánc" című történelmi regényében (Móra Ferenc Könyvkiadó, Budapest, 1969).
| Elődje: Malkocs Javuz Ali pasa | Az Oszmán Birodalom nagyvezíre 1604 – 1606 | Utódja: Bosnák Dervis Mehmed pasa |